# Mims
Mims ist ein census-designated place (CDP) im Brevard County im US-Bundesstaat Florida. Das U.S. Census Bureau hat bei der Volkszählung 2020 eine Einwohnerzahl von 7.336 ermittelt.

## Geographie
Mims liegt an der Ostküste Floridas am Indian River, der einen Teil des Intracoastal Waterway bildet. Mims grenzt im Süden an die Stadt Titusville und liegt etwa 60 Kilometer östlich von Orlando. Der CDP wird von der Interstate 95, vom U.S. Highway 1 (SR 5) sowie von der Florida State Road 46 durchquert.

## Demographische Daten
Laut der Volkszählung 2010 verteilten sich die damaligen 7058 Einwohner auf 3530 Haushalte. Die Bevölkerungsdichte lag bei 137,6 Einw./km². 83,9 % der Bevölkerung bezeichneten sich als Weiße, 12,4 % als Afroamerikaner, 0,4 % als Indianer und 0,7 % als Asian Americans. 0,8 % gaben die Angehörigkeit zu einer anderen Ethnie und 1,8 % zu mehreren Ethnien an. 3,1 % der Bevölkerung bestand aus Hispanics oder Latinos.
Im Jahr 2010 lebten in 25,7 % aller Haushalte Kinder unter 18 Jahren sowie 38,7 % aller Haushalte Personen mit mindestens 65 Jahren. 70,0 % der Haushalte waren Familienhaushalte (bestehend aus verheirateten Paaren mit oder ohne Nachkommen bzw. einem Elternteil mit Nachkomme). Die durchschnittliche Größe eines Haushalts lag bei 2,45 Personen und die durchschnittliche Familiengröße bei 2,87 Personen.
21,5 % der Bevölkerung waren jünger als 20 Jahre, 17,8 % waren 20 bis 39 Jahre alt, 31,2 % waren 40 bis 59 Jahre alt und 29,6 % waren mindestens 60 Jahre alt. Das mittlere Alter betrug 48 Jahre. 49,6 % der Bevölkerung waren männlich und 50,4 % weiblich.
Das durchschnittliche Jahreseinkommen lag bei 47.161 $, dabei lebten 10,7 % der Bevölkerung unter der Armutsgrenze.
Im Jahr 2000 war Englisch die Muttersprache von 97,99 % der Bevölkerung und 2,01 % hatten eine andere Muttersprache.

## Sehenswürdigkeiten
Am 28. Juli 1995 wurde das Hotel Mims in das National Register of Historic Places eingetragen.